# S-30 (autoroute)
Pour les articles homonymes, voir S30.
L'autoroute S-30 est une rocade autoroutière urbaine de l'aire métropolitaine de Santander. 
Les premiers 2.2 kilomètres des 12.2 kilomètres sont en service depuis 2009, les autres 10 kilomètres ont été inaugurés au premier semestre 2012. Elle relie tout le sud de l'agglomération du sud-ouest au sud-est en reliant la pénétrante ouest (S-20) et la pénétrante est (S-10).
Elle a permis de décharger la S-10 venant de l'est à destination de l'ouest de l'agglomération. Elle dessert plusieurs communes du sud de la ville.

## Sections
La Rocade S-30 est divisée en 3 sections.
| Nom  | Section                                | État            | Longueur (km) |
| ---- | -------------------------------------- | --------------- | ------------- |
| S-30 | Peñacastillo (S-20) - Cacicedo (A-67)  | En service 2009 | 2.2 km        |
| S-30 | Cacicedo (A-67) - Parbayón (N-623)     | En service 2012 | 5.9 km        |
| S-30 | Parbayón (N-623) - San Salvador (S-10) | En service 2012 | 4.1 km        |

## Tracé
- Elle débute à l'ouest de la ville où elle se détache de la S-20 à hauteur de Peñacastillo.
- Quelques kilomètres plus loin elle croise l'A-67 (Palencia - Santander)
- Elle dessert les communes du sud de l'agglomération avant de bifurquer avec la S-10 à San Salvador.

## Référence
- Nomenclature